# 宇宙の法—黎明編—
『宇宙の法—黎明編—』（うちゅうのほう れいめいへん、英語: The Laws of The Universe - Part 1）は、幸福の科学出版製作で2018年10月12日に公開の日本のアニメーション映画。

## 概要
幸福の科学出版の14作目の劇場用作品。劇場用アニメ映画作品としては8作目。2015年公開の映画「UFO学園の秘密」の続編として製作され、北米での同時公開も行われる。
2018年5月21日、映画の基本コンセプトがマスコミリリースされた
。監督は、今掛勇、千眼美子が新キャラとなるザムザ役の声を担当。
2018年7月4日、映画公開日が10月12日に決定し、ポスタービジュアルと特報映像も公開された
2018年10月24日、第91回アカデミー賞長編アニメ映画部門のエントリー25作品の1つに入っていたことが発表されたが、2019年1月22日に発表されたノミネート作品には選ばれなかった。
後に、書籍「ただいま0歳、心の対話」にてその続編であるパート2を制作することが明らかになった。

### 映画動員ランキング
興行通信社調べによる全国映画動員ランキングと、その関連の情報は以下の通りである。
- 第1週目、2018年10月13日・14日で、第1位[7][8]。土日2日間で動員13万4000人、興行収入1億6700万円を記録。初日から3日間の累計では動員17万6000人、興収2億2000万円。
- 第2週目、10月20日・10月21日で、第1位[9][10]。土日2日間で動員10万8000人、興収1億3400万円をあげ、累計興収は4億円を突破した。
- 第3週目、10月27日・28日で、第3位[11][12]。2日間で動員6万5000人、興収8300万円を記録。累計興収は5億6000万円を突破した。
- 第4週目、11月3日・4日で、第4位[13]

## あらすじ
前作「UFO学園の秘密」の3年後の世界を描いたシリーズ第2作。3年前、悪質レプタリアンによる地球侵略を阻止した「チーム・フューチャー」のレイ、アンナ、タイラ、ハル、エイスケはナスカ学園を卒業し、ナスカ・ユニバーシティに進学。惑星連合からの応援を受けながら、レプタリアンたちと戦う日々を送っていた。そんな中、タイラが3年前の事件の黒幕である邪悪な宇宙人ダハールの罠に落ち、行方不明となってしまう。タイラを探し出すため、レイは3億3000万年前の地球へタイムジャンプを試みる。そこでは新たな文明の創造を計画していた始原の神アルファが、宇宙最強のザムザが率いるレプタリアンを地球に招き入れていた。
時が流れるにつれて、最初は地球の平和に"無関心"だったザムザにも変化が現れる。だがそんな時、ダハールの軍勢が現れ、新たな文明の創造を妨害しようとする。もしそうなったら、歴史は改変されてしまい、人類の存在が消えてしまい、結果未来が変わることに…。
レイはその過程でタイラを説得させ、どうにか元に戻す事に成功し、愛と慈悲、そして勇気でもってダハールの野望を食い止め、タイラと共に元の世界へ帰っていったのだった。

## 登場人物

### 神々
アルファ
声 - 梅原裕一郎
3億3千年前の地球に降臨した「地球神」。地球外の星から来た宇宙人と地球人類を調和させる存在で、その手法は、発する言葉の説得により彼らの心を調和させてゆく。
終盤にて、その文明実験が明らかになった。
ガイア
声 - 大原さやか
アルファの妻。アルファを護り、助けてゆく女神的な存在。美しく神々しいオーラに包まれ、地球人類から慕われている。
戦闘時にはスフィンクスのような姿に変身する。
エロス
声 - 立花慎之介
ザムザのジンベエザメ型宇宙船内に現れた少年。
ザムザとレイをアルファのもとへ導く。

### 学園関係
レイたちチーム・フューチャー5人組は3年かけてきびしい修行を積むことで宇宙の力・ギャラクシー・フォースを手に入れ、密かに惑星連合と協力して悪質な宇宙人から地球を守るため活動を続けていた。
レイ / 天城 零（あましろ れい）
声 - 逢坂良太、英語版：ジョシュ・キートン
本作の主人公。法学部の学生。誕生日4月30日牡牛座、血液型O型、父は警察官で自身も正義感の強く負けず嫌いの熱いタイプ。考えることより即行動の性格。チーム・フューチャー5人組のリード役。行方不明になった親友を探しに、危険なタイムジャンプに挑み、地球神アルファのもとへ向かう。
スペース・コマンダー
アンドロメダ銀河出身の魂を持つレイは、サルのような姿に変身して常人離れした体力を発揮する。
スペース・コマンダー・グレイト
地球神アルファへの信仰のもと、アンドロメダ銀河から地球に呼び寄せられた際の記憶がよみがえり、「地球人としての真なる使命」に目覚めたことで、黄金の鎧を手に入れ、進化を遂げた姿。「地球の守護神」として、巨大な蜘蛛の姿に変貌したダハールと対峙する。
通常のギャラクシー・フォースを発揮するときに比べて体が数倍の大きさになり、跳躍力・パワーなどが格段にアップしている。
アンナ / 水瀬 アンナ（みずせ あんな）
声 - 瀬戸麻沙美、英語版：カリ・ウォールグレン
主人公レイの恋人。誕生日8月1日獅子座、血液型A型、レイのクラスメートで、勝気でお節介なところがある。生徒会の副会長をするなどで他の生徒からだけでなく教員からも一目置かれている存在。幼いころに父親を亡くしているため家事などそつなくこなすが、手間をかけたオシャレはしたいけど苦手。レイのために世話を焼くがレイの無謀な行動に悩む。現在は映画監督になる夢を叶えるべく、日々勉強している。
ファントム・イリュージョン
ベガ星出身の魂を持つアンナは、強い電気を流したムチと相手に幻を見せる能力を武器として戦う。
タイラ / 日下部 大空（くさかべ たいら）
声 - 柿原徹也、英語版：ユーリ・ローエンタール
UFOの研究をする理工学部の学生。誕生日3月5日魚座、血液型A型、レイのクラスメート。学校の成績も良くイケメンと言われるが内面は繊細さを持ち、物事に熱く入れ込むということが無く冷めた自分になにか悩んでいる。
ホワイトナイト
プレアデス７番星出身のホワイトナイトの魂を持つタイラは、白い鎧を纏い、白い槍と盾を使って戦う。
ブラックナイト
地球を守ろうとする気持ちと悪を犯すレプタリアンが許せない気持ちが人一倍強いタイラは、ギャラクシー・フォース「ホワイトナイト」を発揮し、悪質宇宙人と闘っているが、実は、その強い気持ちの裏に、母星であるプレアデス７番星を滅ぼされた時の魂の傷があった。ダハールによって宇宙時代の記憶を呼び覚まされ、レプタリアンへの強い憎しみがフラッシュバックしたタイラは、本来の自己を見失い、邪悪なダハールの心の波長と同通した結果、自身の武器と鎧が黒く染まり「ブラックナイト」になってしまう。レイとの闘いのさなか、アルファ神から「真なる使命を思い出せ」と問いかけられ、「自分が何のために地球に生まれたのか」「地球人としての使命は何か」「地球神への信仰心」を思い出した結果、ダハールの洗脳から解放された。
ハル / 森下 春花（もりした はるか）
声 - 金元寿子、英語版：ヒンデン・ウォルチ
宗教学を研究する大学院を目指す学生。誕生日5月11日牡牛座、血液型O型、レイのクラスメート。
アブソリュート・サンクチュアリ
ケンタウルスα(アルファ)星出身の信心深く、慈悲深い魂を持つハルは、攻撃を防ぐシールドを出して仲間を守ることが出来る。また、作中では、とある外国の親子を安全な場所に転送させた。
エイスケ / 風間 永介（かざま えいすけ）
声 - 羽多野渉、英語版：ロジャー・クレイグ・スミス
教師を目指す大学生。誕生日9月25日天秤座、血液型AB型、レイのクラスメート。
インビジブル・スピア
プレアデス３番星出身の魂を持つエイスケは、相棒のウンモ星人の力を借りて、透明人間になれる。
夜明 優（よあけ すぐる）
声 - 浪川大輔
ナスカ・ユニバーシティの教授。ゼミで、タイラと共にＵＦＯの研究をしている。

### 宇宙人
宇宙惑星連合
司令官 インカール
声 - 伊藤美紀、英語版：ジェニファー・ビールス
宇宙惑星連合の指導者。前作でレイたちに地球を守る使命を伝えた存在。
ヤギ型宇宙人
声 - 白熊寛嗣
宇宙惑星連合の一員。レイたちに地球の歴史を明かす。
ウンモ星人
声 - 二又一成、英語版：トム・ケニー
宇宙惑星連合の一員。
レプタリアン
ザムザ
声 - 千眼美子
レプタリアン（爬虫類型肉食宇宙人）の一人。アルファの招きにより地球に飛来するマゼラン星雲ゼータ星の女帝。「強い者が弱い者を支配する」「負けた者には死あるのみ」という価値観を持っていたが、地球神アルファへの信仰に目覚め、「地球人」として生きることを決意する。
戦闘時には赤い翼竜に変身する。
ゲオパルド
声 - 安元洋貴
「強いものが弱いものを支配する」という価値観を強く信じる、ゼータ星出身のライオン型レプタリアン。
ザムザの従順な部下だったが、地球人の価値観に目覚めて変わっていく彼女を受け入れられず、葛藤を抱えていた。ザムザがガイアに敗北する姿を目の当たりにし、彼女を裏切ってダハールのもとに寝返る。終盤でザムザへの歪んだ愛から、自分の手で彼女を葬ろうとするが、ザムザと戦い敗れ去る。
裏宇宙の存在
ダハール
声 - 村瀬歩
裏宇宙と呼ばれる世界からやってきた宇宙の邪神の使い。
前作の事件の黒幕でもあり、地球神アルファの計画を阻止しようと企み、タイラを罠にはめブラックナイトに変え、自身の赤黒く異様な形をした巨大宇宙船と共に3億3千万年前のマゼラン星雲ゼータ星を破壊した邪悪な宇宙人である。また、時空を行き来する事が出来る。
第一形態
黒いコートを着た白髪の少年の姿。赤黒い悪想念の糸を吹きかけ、敵を惑わせるほか、瞬間移動などの超能力も使いこなし、その言動は挑発的でつかみどころがない。これらを駆使して、地球神アルファの計画を阻止して、「地球の歴史」を変えようと企み、手始めにタイラを惑わしブラックナイトに変えて3億3千万年前のマゼラン星雲ゼータ星の破壊を起こした他、地球の価値観と自分の意思の中で迷いが生じたザムザをも利用して地球を支配しようと画策した。だがこれが、同じく3億3千万年前の地球にやってきたレイによって阻止された事から作戦を変えて自分自身で地球侵略を成し遂げようとした。
第二形態
少年の姿から、本性の蜘蛛型レプタリアンへと変身した姿。自分の手下がザムザ側に加担したのを見て、顔や人間体の胴体を除いた部分がこの姿に、つまり蜘蛛の様な姿に変貌、この姿でも悪想念の糸を使えるほか、複眼となり、口と腹の先から強い粘着質の糸を吐き出して相手の動きを封じる。レイを亡き者にしようとクワガタムシのような顎を出して殺害しようとするもザムザが身代わりになったことで失敗するが、それによってレイの心に怒りを感じたことで急遽洗脳を仕掛けようとしたが、これも地球神アルファによって打ち砕かれてしまう。
ダハール完全体
終盤で登場した巨大な紫色の赤い複眼と牙を持った蜘蛛の姿と複眼の少年の姿が合体した完全体。負傷した体もすぐに再生できる。地球侵略も間近になったのを感じスターゲートを使って3億3千万年前の地球の文明を破壊して、地球神アルファの計画を阻止して、「地球の歴史」を変えようと企ててるも、レイの愛と慈悲、そして勇気の力の前に敗れて自らの肉体が崩壊、中心から吸い込まれるかのように消えていった。

## 用語
宇宙ディスク
宇宙のすべての空間と時間が凝縮されたレコード盤のようなもの。これを使えば、時空間を自由に航行することができる。
霊界には、人類の歴史が記された「アーカーシャーの記録」（アカシック・レコード）と呼ばれるものが存在する。個々人の魂の記録も遺っており、高級霊なら、生きている人の想念帯のテープを看取して、過去・現在・未来（三世）を見通すことが可能。
ただし、アーカーシャーの記録は、文字に書かれた一冊の書物ではないため、だれもが同じ理解をしているというわけではなく、見る人の悟りの段階に応じて、理解できるようになっている。
3億3000万年前の地球
アルファの時代の世界。そこで文明実験を行い「始原の法」を説いた。
マゼラン星雲ゼータ星
ザムザとゲオパルドの故郷の惑星。ダハールの企みによって破壊されてしまった。
スターゲート
空間を飛び越えることができるゲート。スターゲートを使って、輸送船などをワープさせることも可能な他、３連のリングが重なることで、別の時空間につながるゲートが開く。
ダーク・カスケード
異空間から流れ込む暗黒のエネルギー。星を滅ぼすほどの破壊力を持つ。 裏宇宙を構成するマイナスのエネルギーの奔流。
神の文明実験
地球神アルファの文明創造計画の一環。
ダハールの狙い
ダハールは、地球神アルファの計画を阻止して、「地球の歴史」を変えようと企てていた。だがそれをやると、未来の世界でも変化が起こり、人類全てが存在しなくなる可能性が高いことが、本作での宇宙惑星連合とチーム・フューチャー5人組の会話で判明した。

## スタッフ
- 製作総指揮：大川隆法
- 監督・総作画監督・キャラクターデザイン：今掛勇
- 脚本：「宇宙の法 黎明編」シナリオプロジェクト
- 音楽：水澤有一
- 総合プロデューサー：本地川瑞祥、松本弘司
- VFXクリエイティブディレクター：粟屋友美子
- キービジュアル・デザイナー：大坪恵子
- 美術監督：渋谷幸弘
- 色彩設計：野地弘納
- 撮影監督：佐藤光洋
- CGIディレクター：Scarlett Woo
- 編集：大畑秀明
- アニメーション・プロデューサー：守屋昌治
- 助監督：大野和寿
- 演出：布施木和伸、黒瀬大輔、内藤慎仁
- キャラクターデザイン：佐藤陵、須田正己
- コンセプトデザイン：よつばまさみ
- メカデザイン：森木靖泰、常木志伸
- 作画監督：しまだひであき、佐藤陵、日下兼彰、松元風助McQ
- アニメーション制作：HS PICTURES STUDIO
- 製作：幸福の科学出版
- 配給：日活
  - 配給協力：東京テアトル
  - 北米配給：ELEVEN ARTS

## 受賞・評価
4ヵ国8冠
- 世界インディペンデント映画賞 最優秀アニメーション賞[17]
- ロンドン国際映画賞2019 外国語長編アニメーション部門 最優秀アニメーション賞[18]
- ニース国際映画祭（Nice International Film Festival）2019 アニメーション部門 最優秀アニメーション賞(Best Animated Film Award)[19]
- コルカタ国際カルト映画祭2019 2月度アニメーション部門 功績賞
- インベイション・ロサンゼルス映画祭2019 アニメーション部門 審査員特別賞
- Awareness映画祭inロサンゼルス2019 アニメーション部門 審査員特別賞

## テーマ曲
- “The Beginning”〈アルファのテーマ〉

作詞・作曲：大川隆法
編曲：水澤有一
歌唱：Michael James
- “Mission”〈ガイアのテーマ〉

作詞・作曲：大川隆法
編曲：水澤有一
歌唱：恍多
- “Depression”〈ザムザのテーマ〉

作詞・作曲：大川隆法
編曲：水澤有一
歌唱：Claudia V
- 「地球の守護神」〈レイのテーマ〉

作詞・作曲：大川隆法
編曲：水澤有一
歌唱：TOKMA
- 「謎めいて」〈エロスのテーマ〉

作詞・作曲：大川隆法
編曲：水澤有一
歌唱：大澤美也子

## 音楽ソフト
- CD『映画「宇宙の法-黎明編-」オリジナル・サウンドトラック』[20]

収録内容：テーマ曲5曲を含む全30曲、Total Time 75分27秒
レーベル：幸福の科学出版
型番： C 463
発売日：2018年9月5日
EAN 4582316050918、JAN 4582316050918、ASIN B07GRVC3GY
- CD『大川隆法オリジナル楽曲集-RYUHO OKAWA ORIGINAL BEST-映画「宇宙の法-黎明編-」』

収録内容：全6曲、Total Time 25分07秒
1. 「映画『宇宙の法』テーマ曲」 ……………… 5:10
2. “The Beginning”<アルファのテーマ>……… 2:48
3. “Mission”<ガイアのテーマ> ………………… 5:04
4. “Depression”<ザムザのテーマ>……………… 3:04
5. 「地球の守護神」<レイのテーマ>…………… 4:35
6. 「謎めいて」<エロスのテーマ>……………… 4:24
レーベル：幸福の科学出版
型番： C 469
発売日：2018年11月20日
EAN 4582316051021、JAN 4582316051021、ASIN B07KH2ZW75

## 映像ソフト
- DVD『映画「宇宙の法―黎明編―」』

収録内容：
1. 本編映像 119分
2. 予告編映像 90秒Ver. 67秒Ver. テレビSPOT 15秒
3. メイキング映像 8分
音声：日本語、英語吹替、日本語音声ガイド付き
字幕：日本語、英語
レーベル：幸福の科学出版
型番： K 1229
発売日：2019年2月27日
EAN 4582316051113、JAN 4582316051113、ASIN B07N3X6LWB
ISBN 978-4-8233-0054-7
、
- Blu-ray『映画「宇宙の法―黎明編―」』

収録内容と音声・字幕：上記 DVD版と同じ。
レーベル：幸福の科学出版
型番： K 1230
発売日：2019年2月27日
EAN 4582316051120、JAN 4582316051120、ASIN B07N3YBG3F
ISBN 978-4-8233-0055-4
- 映像配信、各種動画配信サイトにて配信あり。

ASIN B07NJ8KN14 - Amazon Prime